# モンデリーズ・ジャパン
モンデリーズ・ジャパン株式会社は、食品製造等を営む日本の会社で、アメリカの食品メーカー・モンデリーズ・インターナショナル（旧クラフトフーヅ）の日本法人。

## 概説
モンデリーズ・ジャパンは、1978年にイギリスの食品メーカー・キャドバリーの日本法人、キャドバリー・ジャパンとして創業した。2002年には製薬大手のファイザーが保有していた旧ワーナー・ランバート（2002年時点ではファイザー・コンシューマー・インク有限会社）の菓子部門である「アダムス（ADAMS）」ブランドを買収し、2007年には「テイカロ」ブランドで知られる三星食品に対し友好的株式公開買付けを実施し完全子会社とし、三星食品はキャドバリーグループの傘下に入った。2008年3月から12月にかけて製造以外の全業務をキャドバリー･ジャパンに順次統合、三星食品は製造子会社となった。
2010年にクラフトフーヅがキャドバリーを買収したことにより2011年1月に日本クラフトフーズに社名を変更したが、この時点ではクラフトフーヅブランドの商品ライセンスについては以前から存在していたクラフトフーヅの日本法人・クラフトフーヅジャパンが引き続き取り扱っていたため、2つの日本法人が併存する形になっていた。しかし同年12月1日にクラフトフーヅジャパンのグローサリー・ライセンシング事業が日本クラフトフーズに移管されたことにより、実質的に日本法人が一本化された。
「クロレッツ」25周年・「リカルデント」10周年・「ホールズ」30周年と主力ブランドが一斉に日本発売開始からの節目を迎えた2010年、ガムの新規大型ブランド「ストライド」を投入した。大型ブランドの日本市場への新規投入は実に7年振り。5月から「フォーエバー フルーツ」「エンドレス ミント」の2種類を発売、当初の年間販売目標を大きく超えるヒットとなった。しかし急激な売れ行きに生産が追いつかず、「エンドレス ミント」は一時期コンビニ限定販売となり、「フォーエバー フルーツ」に至っては6月以降全面的に販売休止となった。その後製造元である名糖アダムスの新工場稼働などで供給が安定したことから、「エンドレス ミント」は11月よりコンビニ以外でも販売を再開、「フォーエバー フルーツ」も翌2011年2月28日より販売を再開した。
2012年1月、日本クラフトフーズが輸入・販売していたチョコレートブランド「キャドバリー」「プーラン（Poulain）」（フランス・キャドバリー社が1988年に買収）の販売を明治グループのマルチフッド・インターナショナルに、「トレファン（Trefin）」（ベルギー） の販売を輸入菓子専門店の巴商事にそれぞれ移管。菓子事業はガム・キャンデーに特化した。
親会社のクラフトフーヅが2012年10月に「モンデリーズ・インターナショナル」に商号変更した後も、モンデリーズからスピンオフした「クラフトフーズ・グループ」が権利を持つクラフトブランドのチーズも扱っていることから、引き続き「日本クラフトフーズ」の商号を使用していたが、2013年7月に現社名に商号変更。同年11月1日に三星食品から社名変更していたモンデリーズ三星を合併した。
2015年10月には「メントス」の日本での販売をクラシエフーズ株式会社（現:クラシエ株式会社 フーズカンパニー）に移管した。
2016年9月1日より、モンデリーズインターナショナルと提携していたヤマザキナビスコとの契約関係を解消、同時にヤマザキナビスコは社名を「ヤマザキビスケット」に商号変更し、同社とライセンス契約を結んで製造していた商品のリッツ、プレミアム、オレオの3銘柄について、ヤマザキナビスコから販売権を委譲して当社から販売される。なお、日本でのチップスアホイ!の販売は引き継がれずそのまま終売となった。
2017年12月29日付で、「キシリクリスタル」の製造・販売権を春日井製菓株式会社に譲渡した。三星食品時代からの製造工場は新設された子会社の春日井製菓相生が運営する相生工場となったが、2019年12月29日に春日井製菓へ吸収合併された。

## 歴史

### 旧ワーナー・ランバート
- 1960年 - 桜薬品工業株式会社創業。
- 1968年 - 日本ワーナー・ランバート株式会社に社名変更。
- 1980年 - ワーナー・ランバート株式会社に社名変更。
- 2000年 - ワーナー・ランバート・インク株式会社に社名変更。
- 2002年 - ファイザー・コンシューマー・インク有限会社に社名変更。
- 2002年 - アダムス事業をキャドバリー・ジャパンに譲渡、会社はファイザーに吸収合併され消滅。

### 旧ヤマザキナビスコ
- 1970年 - ヤマザキナビスコ株式会社創業。
- 2016年 - リッツ、プレミアム、オレオの販売をモンデリーズ・ジャパンに移管。ヤマザキビスケット株式会社に社名変更。

### 旧キャドバリー
- 1978年 - キャドバリー・ジャパン株式会社 創業。
- 2002年 - ファイザー・コンシューマー・インクからアダムス事業を譲受。

### 旧日本クラフトフーズ
- 2011年1月 - 日本クラフトフーズ株式会社に社名変更。
- 2011年12月 - クラフトフーヅジャパンからグローサリー・ライセンシング事業を移管。
- 2012年1月 - チョコレート3ブランド（キャドバリー・トレファン・プーラン）の輸入・販売を他社に移管。

### モンデリーズ・ジャパン
- 2013年7月 - モンデリーズ・ジャパン株式会社に社名変更。
- 2013年11月 - モンデリーズ三星（旧・三星食品）を合併。
- 2015年10月 - 「メントス」の輸入・販売をクラシエフーズ（現:クラシエ）へ移管。
- 2016年3月 - 「バブリシャス」ブランドの商品販売終了。
- 2016年9月 - ヤマザキナビスコ（現：ヤマザキビスケット）との契約終了に伴い、同社からオレオやリッツ、プレミアムの販売を引き継ぐ[9][10]。
- 2017年10月 - 春日井製菓にキシリクリスタルブランドの製造・販売権を譲渡することで合意[11]。同年12月に春日井製菓にキシリクリスタルブランドの製造・販売権を譲渡[12]。

## 取り扱い製品・ブランド
- キャドバリー系
  - テイカロ
  - クロレッツ - ガム
  - リカルデント - ガム
  - ホワイティーン - チューインキャンディー
  - ホールズ
- アダムス系（過去［ワーナー・ランバート時代］）
  - トフィール - チューインキャンディー
  - トライデント - シュガーレスガム
  - 2in1 - チューインガム
  - アルペンワイズ - ハーブキャンディー
  - トレンディ - チューインキャンディー（1987年頃、静岡県のみで発売）
  - チュピ - キャンディー
  - カルボーン - カルシウム成分配合のスナック菓子
- ナビスコ系
  - リッツ
  - プレミアム
  - オレオ

### 過去の取り扱い製品
- ストライド（2020年3月末で販売終了）
- メントス（2015年10月1日付で国内販売権をクラシエフーズ(現:クラシエ)に譲渡）
- バブリシャス（2016年3月末で販売終了）
- キシリクリスタル（2017年12月29日付で春日井製菓に事業譲渡）

## 広告等

### 提供番組

#### 現在
- なし（スポット中心）

#### 過去
- ダウンタウンのごっつええ感じ（フジテレビ）
- 火曜ワイドスペシャル→家族そろってボキャブラ天国（フジテレビ）
- 速報!歌の大辞テン（日本テレビ）
- TVチャンピオン（テレビ東京）
- Mr.サンデー（フジテレビ・関西テレビ共同制作）
- 人生が変わる1分間の深イイ話（日本テレビ）
- 秘密のケンミンSHOW（読売テレビ）
- ダウンタウンDX（読売テレビ）
- リンカーン（TBS）
- 100秒博士アカデミー（TBS）
- ロンドンハーツ（テレビ朝日）
- 情報プレゼンター とくダネ!（フジテレビ）※競合会社のヤマザキビスケットも提供。

### CM出演者

#### 現在
- 町田啓太 - クロレッツ（2025年4月1日 - ）
- 博多華丸・大吉 - クロレッツ
- 榮倉奈々 後藤淳平 - オレオ
- SHELLY - リッツサンド

#### 過去
- 玉木宏 - クロレッツ
- 片桐仁 - ストライド
- 土屋アンナ - ストライドストライプ
- 氣志團 - ストライド
- 板尾創路 - ストライド メガミステリー
- 伊藤淳史 - ストライド
- マキシマムザホルモン - ストライド
- 益若つばさ - ストライドストライブ
- 江頭2:50 - ストライド
- 成宮寛貴 - ストライド
- おのののか、ザ・うすくら〜ず（現：うすくら屋）、たけCジョー（三豚隊） - ストライド
- 岡本麗、尾美としのり - クロレッツ
- 洞口依子、渡辺いっけい - クロレッツ
- 三浦理恵子 - クロレッツ
- ダチョウ倶楽部 - クロレッツ ミントタブ
- 小出恵介 - クロレッツアイス
- 麻生久美子 - クロレッツXP（2002年9月 - 2003年3月）
- 冨永愛 - クロレッツXP、クロレッツ
- 筧利夫 - クロレッツ
- 岡田将生 - クロレッツ
- 美保純、上田馬之助 - トライデント
- 千堂あきほ、町野あかり - トライデント
- ぜんじろう、ゆうき哲也 - トライデント
- スザンヌ - リカルデント
- 小西真奈美 - リカルデント
- 竹内結子 - リカルデント
- すみれ - リカルデント
- 和田アキ子 - キシリクリスタル
- 谷花音 - キシリクリスタル
- マツコ・デラックス - キシリクリスタル
- 真矢みき（現：ミキ） - キシリクリスタル
- 岡田圭右 - キシリクリスタル
- 濱田ここね、ダイアモンド☆ユカイ、黛英里佳 - キシリクリスタル
- 古舘伊知郎 - ホールズ
- 田中律子 - ホールズ
- 春日潤也 - ホールズ
- 次長課長 - ホールズ
- 千原ジュニア - ホールズ
- ケンドーコバヤシ - ホールズ
- 生田斗真 - ホールズ アイスキューブ
- 速水もこみち - クラフト パルメザンチーズ[13]
- 長谷川博己 - リッツ
- 大森南朋 - オレオ
- 新田真剣佑 -クロレッツ
- 染谷将太 - オレオ
- 藤田ニコル、ゆめっち、Rin音、片岡千之助 - リッツ